# Коста-Рика на летних Олимпийских играх 2024

## Квалификация
| № п/п | Вид спорта      | Мужчины        | Мужчины                | Женщины        | Женщины                | Всего          | Всего                  |
| № п/п | Вид спорта      | Завоевано квот | Количество спортсменов | Завоевано квот | Количество спортсменов | Завоевано квот | Количество спортсменов |
| ----- | --------------- | -------------- | ---------------------- | -------------- | ---------------------- | -------------- | ---------------------- |
| 1     | Велоспорт       |                |                        | 1              | 1                      | 1              | 1                      |
| 2     | Дзюдо           | 1              | 1                      |                |                        | 1              | 1                      |
| 3     | Лёгкая атлетика | 1              | 1                      |                |                        | 1              | 1                      |
| 4     | Плавание        | 1              | 1                      | 1              | 1                      | 2              | 2                      |
| 5     | Сёрфинг         |                |                        | 1              | 1                      | 1              | 1                      |
|       | ИТОГО           | 3              | 3                      | 3              | 3                      | 6              | 6                      |

## Состав команды
Велоспорт
 Шоссейный велоспорт
1. Милагро Мена[англ.]

 Дзюдо
1. Себастьян Санчо[англ.]

 Лёгкая атлетика
1. Джеральд Драммонд[англ.]

 Плавание
1. Альберто Вега[англ.]
2. Алондра Ортис[англ.]

 Сёрфинг
1. Бриса Хенесси[англ.]

## Велоспорт

### Шоссейные велогонки
Коста-Рика получила по результатам Панамериканского чемпионата по шоссейным велогонкам 2023 года в Панаме по одному месту в мужской и женской групповых гонках на шоссе, но в соревнованиях в Париже приняла участия только одна велогонщица.
| Спортсмен    | Дисциплина              | Время | Место |
| ------------ | ----------------------- | ----- | ----- |
| Милагро Мена | Женщины Групповая гонка | DNF   | DNF   |

## Дзюдо
Коста-Рика получила по рейтингу IJF одно место в мужских соревнованиях.
| Спортсмен       | Категория        | 1/16 финала              | 1/8 финала           | Четвертьфиналы       | Полуфиналы           | Утеш. поединки       | Финал / За 3 место   | Финал / За 3 место   |
| Спортсмен       | Категория        | Соперник Результат       | Соперник Результат   | Соперник Результат   | Соперник Результат   | Соперник Результат   | Соперник Результат   | Место                |
| --------------- | ---------------- | ------------------------ | -------------------- | -------------------- | -------------------- | -------------------- | -------------------- | -------------------- |
| Себастьян Санчо | Мужчины до 60 кг | BRAМикел Аугусто П 00–01 | завершил выступление | завершил выступление | завершил выступление | завершил выступление | завершил выступление | завершил выступление |

## Легкая атлетика
Легкоатлеты Коста-Рики выполнили норматив для участия в Играх 2024 года, пройдя прямую квалификацию или по мировому рейтингу, в одной дисциплине у мужчин.
Беговые дисциплины
| Спортсмен         | Дисциплина        | Забеги    | Забеги | Утеш. забеги | Утеш. забеги | Полуфиналы | Полуфиналы | Финал                | Финал                |
| Спортсмен         | Дисциплина        | Результат | Место  | Результат    | Место        | Результат  | Место      | Результат            | Место                |
| ----------------- | ----------------- | --------- | ------ | ------------ | ------------ | ---------- | ---------- | -------------------- | -------------------- |
| Джеральд Драммонд | Мужчины 400 м с/б | 48,80     | 7 R    | 48,78        | 2 Q          | 49,68      | 7          | завершил выступление | завершил выступление |

## Плавание
Коста-Рика получила два универсальных места для участия в олимпийском турнире пловцов.
| Спортсмен     | Дисциплина                  | Заплывы | Заплывы | Полуфиналы            | Полуфиналы            | Финал                 | Финал                 |
| Спортсмен     | Дисциплина                  | Время   | Место   | Время                 | Место                 | Время                 | Место                 |
| ------------- | --------------------------- | ------- | ------- | --------------------- | --------------------- | --------------------- | --------------------- |
| Альберто Вега | Мужчины 400 м вольный стиль | 4.03,14 | 35      | завершил выступление  | завершил выступление  | завершил выступление  | завершил выступление  |
| Алондра Ортис | Женщины 200 м баттерфляй    | 2.18,56 | 18      | завершила выступление | завершила выступление | завершила выступление | завершила выступление |

## Сёрфинг
Коста-Рика завоевала одно место в женские соревнования по сёрфингу по результатам Мировой лиги сёрфинга 2023 года. 
| Спортсмен     | Категория | 1 раунд | 1 раунд | 2 раунд            | 3 раунд                           | Четвертьфинал                | Полуфинал                             | Финал / За 3 место           | Финал / За 3 место |
| Спортсмен     | Категория | Счёт    | Место   | Соперник Результат | Соперник Результат                | Соперник Результат           | Соперник Результат                    | Соперник Результат           | Место              |
| ------------- | --------- | ------- | ------- | ------------------ | --------------------------------- | ---------------------------- | ------------------------------------- | ---------------------------- | ------------------ |
| Бриса Хенесси | Женщины   | 15,56   | 1 R3    | —                  | PORИоланда Хопкинс В 12.34 – 9.90 | BRAЛуана Силва В 6.37 – 5.47 | BRAТатиана Уэстон-Уэбб П 13.66 – 6.17 | FRAЖанна Дефе П 12.66 – 4.93 | 4                  |